# Kvarteret Loka Brunn

Kvarteret Loka Brunn är ett stadskvarter vid Dalagatan i Vasastan i centrala Stockholm som färdigställdes 2009. Kvarteret som är ritat av arkitekterna Sune Malmquist och Caspar von Vegesack uppfördes för Anders Bodin Fastigheter. Kvarteret är en del av den pågående upprustningen av Sabbatsbergsområdet som innebär att den gamla sjukhusverksamheten ersätts med nya bostadskvarter, närmaste grannhus är Eastmaninstitutet som skiljer kvarteret från Vasaparken.

## Byggnaderna
Mot Dalagatan har huset en lång sammanhängande fasad i gult tegel och sten medan kvarterets baksida består av tre huskroppar som delas av två öppna passager med trappor som leder upp till gården och garageinfarter. Den mittersta huskroppen har en fasad i keramik, medan de två andra har röda tegelfasader. Socklarna är även här utförda i sten. Längs Dalagatan finns affärs- och restauranglokaler. Bland hyresgästerna finns ICA och Melanders fisk.

## Bilder

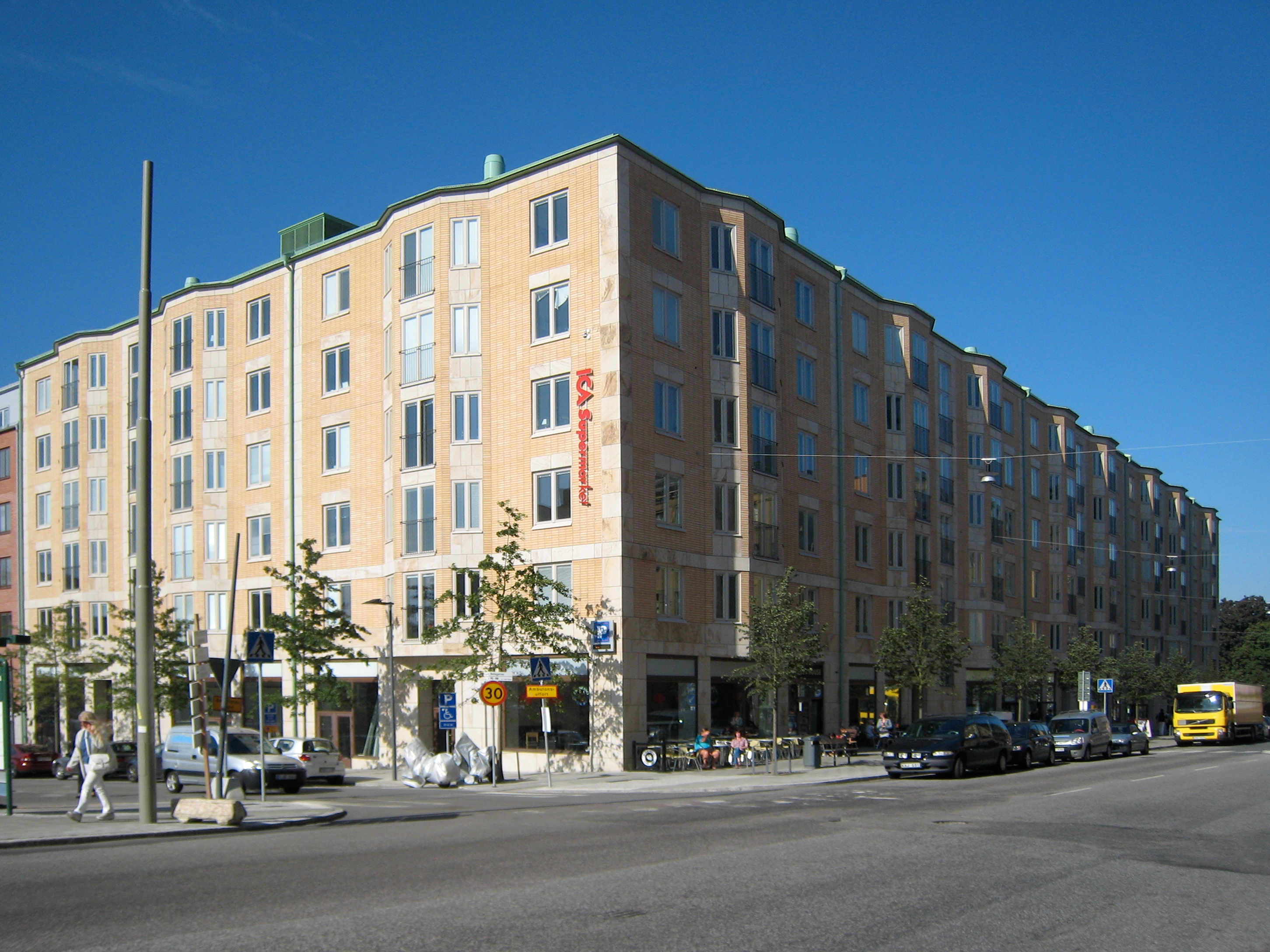
Kvarteret sett från Dalagatan.
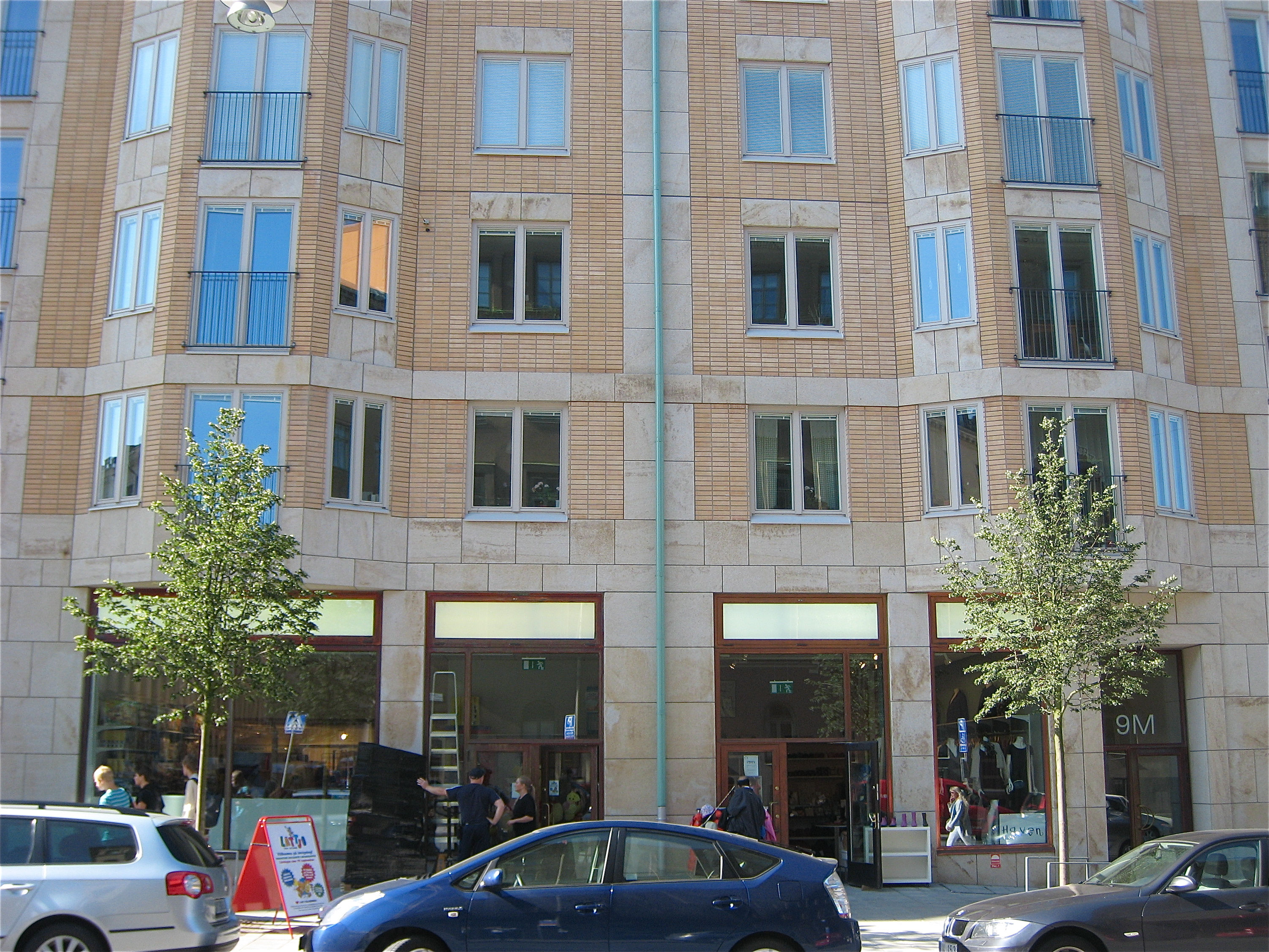
Fasaddetalj
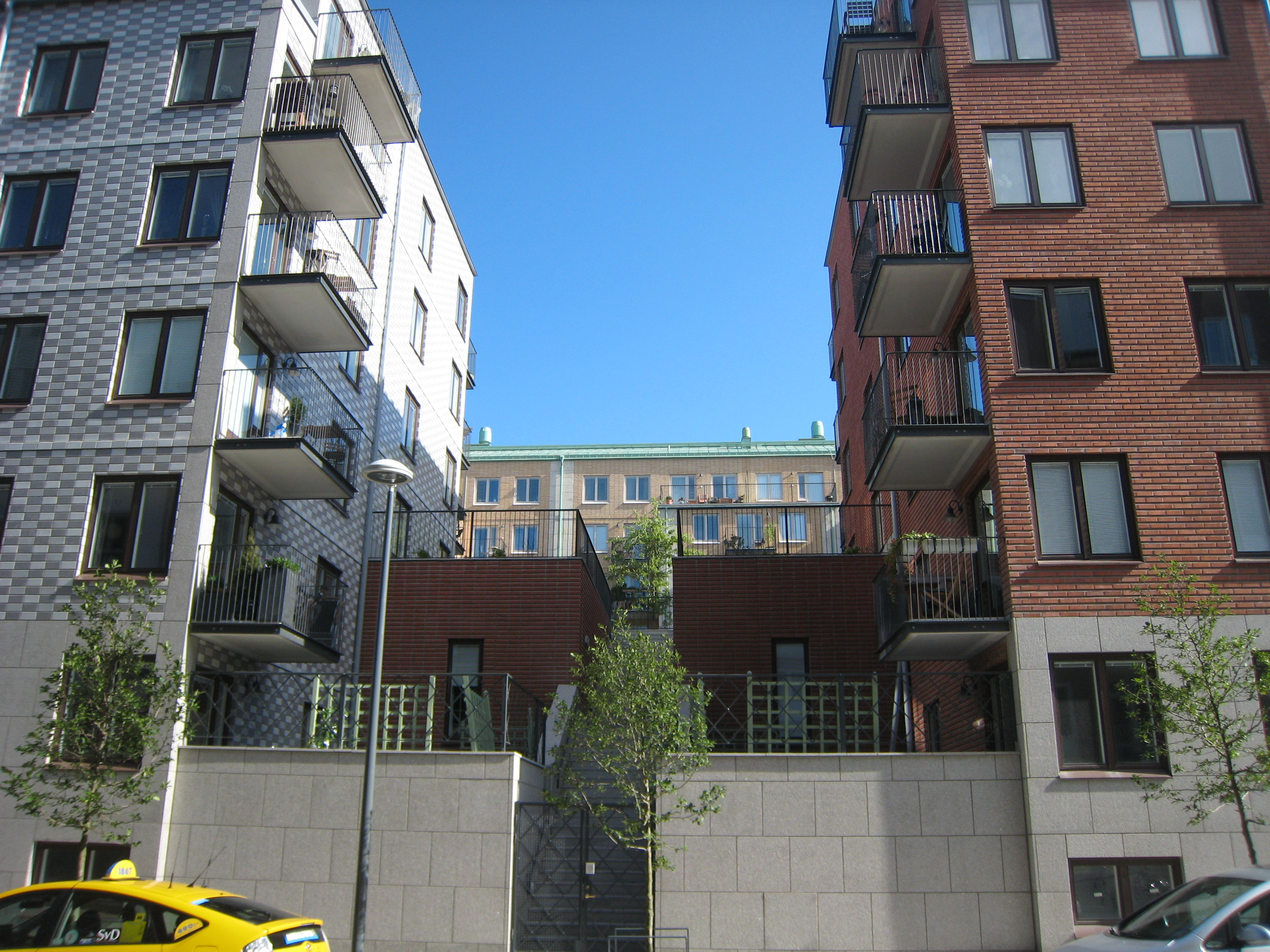
Trappan upp till gården
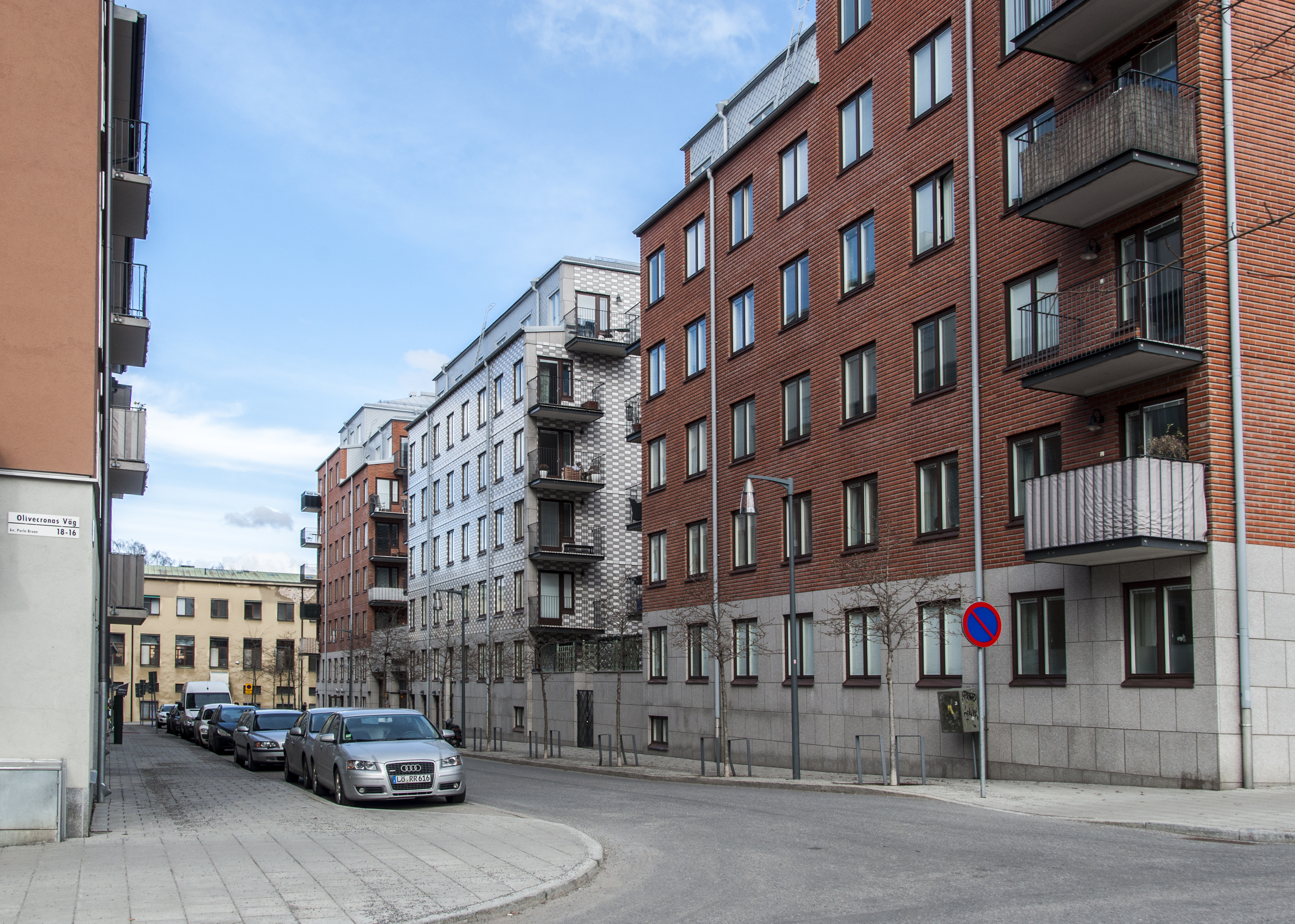
Byggnader utmed Vallentin Sabbats gata